# Víctor Rangel
Víctor Rangel (Città del Messico, 11 marzo 1957) è un ex calciatore messicano, di ruolo attaccante.

## Carriera
Con la Nazionale messicana ha preso parte al campionato del mondo 1978, tenutosi in Argentina.